# Tratamiento (cine)
El tratamiento parte de una escaleta. Es el método de escritura cinematográfica en el que se aumenta cada escena partiendo de una frase inicial o de varias hasta convertirlas en uno o más párrafos de descripción, en presente, que narre la escena momento a momento.
En el tratamiento el guionista indica de qué hablan los personajes... "Él quiere que ella haga esto, pero ella se niega", por ejemplo, pero no escribe el diálogo. En su lugar, crea el subtexto: los verdaderos pensamientos y sentimientos que se ocultan bajo lo que se dice y hace.
Es el último paso del desarrollo de una idea, antes de convertirse en guion. Para un largometraje este documento oscila entre veinte y cuarenta páginas. 

## Ejemplo de tratamiento
1. Int. apartamento Quico - día
Quico, enérgico, reprende a su hija por suspender la asignatura preferida de ésta: “Evolución de las Formas”.
Quico añade lo caros que son los estudios de diseño que ha escogido su hija, en lugar de otras carreras “baratitas” como filosofía, y le echa en cara que si se pagase ella los estudios, sería otra cosa, pero como ella lo ha tenido todo solucionado...
Diana (la hija) le responde con cinismo que ella no ha pasado la adolescencia de su padre “llena de privaciones” y continúa haciendo referencia a la dictadura franquista, para “ayudar” a su padre a acabar el sermón. Diana se sienta y pone la tele. Quico se desespera. Quico no entiende cómo su hija pudo suspender “Evolución de las Formas” y ella le explica que hizo una sugerencia demasiado innovadora: un taburete-cenicero. Al profesor no le pareció adecuado que la gente se quemase el trasero.
2. Int. apartamento Quico - día
Entra Filo cargada con bolsas de la compra y saluda. Diana responde al saludo, pero Quico dice un rápido hola y continúa dirigiéndose a Diana mientras le dice que su problema es que en vez de estudiar sólo piensa en ligar, que sólo podría aprobar una asignatura que fuese “Evolución de los Enredos Amorosos”.
Filo aprovecha para meterse con su yerno, como es su costumbre, y le dice que esa asignatura él no la aprobaría nunca. Quico responde atacándola con un comentario ácido.
Filo no desaprovecha la ocasión y continua pinchando, le dice que no aprobaría ni por un milagro. Quico dice que el milagro sería que su hija aprobase el curso. Filo continúa. Dice que ese sería un milagro de segunda, que el milagro de verdad sería que Quico ligase.
Diana responde que ella apruebe es cuestión de tiempo. Filo añade que en cambio él con el tiempo olvidará definitivamente el significado del verbo ligar. Diana lanza la apuesta: “cuando tu ligues yo sacaré excelente”. Quico le responde que con lo que le cuestan los estudios de diseño no le queda a él dinero para ligar.
Diana insiste en la apuesta. Si Quico liga ella se compromete a sacar excelente. Filo remata la apuesta diciendo que además ella creerá en los milagros. En la tele comienza el programa de Los Novios, Filo y Diana se aprestan a verlo. Quico, desesperado, las increpa por abandonar el tema del suspenso para ver un estúpido programa. 
Filo le contesta que a él le convendría participar en el concurso, porque en él ligan hombres que no se han comido un rosco en la vida. Quico hace un gesto de desdén, pero de reojo se queda mirando el programa.